# ヘーヒシュテット・イム・フィヒテルゲビルゲ
ヘーヒシュテット・イム・フィヒテルゲビルゲ (Höchstädt im Fichtelgebirge、公式にはHöchstädt i.Fichtelgebirge)は、ドイツ連邦共和国バイエルン州オーバーフランケン行政管区ヴンジーデル・イム・フィヒテルゲビルゲ郡に属する町村（以下、本項では便宜上「町」と記述する）で、ティーエルスハイム行政共同体を構成する自治体の一つ。

## 地理

### 自治体の構成
この町は、公式には6つの地区 (Ort) からなる。このうち小集落や孤立農場などを除く集落を以下に列記する。
- ブラウナースグリュン
- ヘーヒシュテット・イム・フィヒテルゲビルゲ
- リューガースグリュン

## 歴史
文献上、1298年の記述が初出。1398年には、ローラーの領主が、現在の自治体の領域の2/3を治め、1598年までヘヒシュテットに居を構えた。封建領主は、ニュルンベルク城伯、後にはバイロイト辺境伯であった。1791年にプロイセン王国のバイロイト侯領の一部となった。1806年に、フランス軍の占領地となり、1810年にはバイエルン王国領となった。1818年、ウンターヘーヒシュテットおよびオーバーヘーヒシュテットという2つの自治体が創設され、1821年に両者が合併し、ヘーヒシュテットとなった。1923年にテンニヒ、1978年にリューゲンスグリュンが、この自治体に編入された。1995年、自治体の名称が、ヘーヒシュテット・バイ・ティーエルスハイムから現在のヘーヒシュテット・イム・フィヒテルゲビルゲに変更された。

## 紋章
紋章は、ローラー家の紋章（下部）とホーエンツォレルン家の紋章（黒と白の市松模様）とを組み合わせてできている。
ローラー家は、オーバーヘーヒシュテット城以来の長い伝統のために紋章に採用された。ホーエンツォレルン家は、ヘーヒシュテットを含むゼクスエムターラント（ヴンジーデル郡一帯を指す）を500年間にわたり統治した。紋章に取り込まれた白と黒の市松模様は、こうした結びつきを思い起こさせる。

## 見所
- ペテロ＝パウロ教会
- 城郭博物館
- 城山にある石組み "die Stoakirch'n"
- 水車 "Adelsmühle"

## 引用
1. ↑  https://www.statistikdaten.bayern.de/genesis/online?operation=result&code=12411-003r&leerzeilen=false&language=de Genesis-Online-Datenbank des Bayerischen Landesamtes für Statistik Tabelle 12411-003r Fortschreibung des Bevölkerungsstandes: Gemeinden, Stichtag (Einwohnerzahlen auf Grundlage des Zensus 2011)
2. ↑  Bayerische Landesbibliothek Online